# Luigi Sabatelli

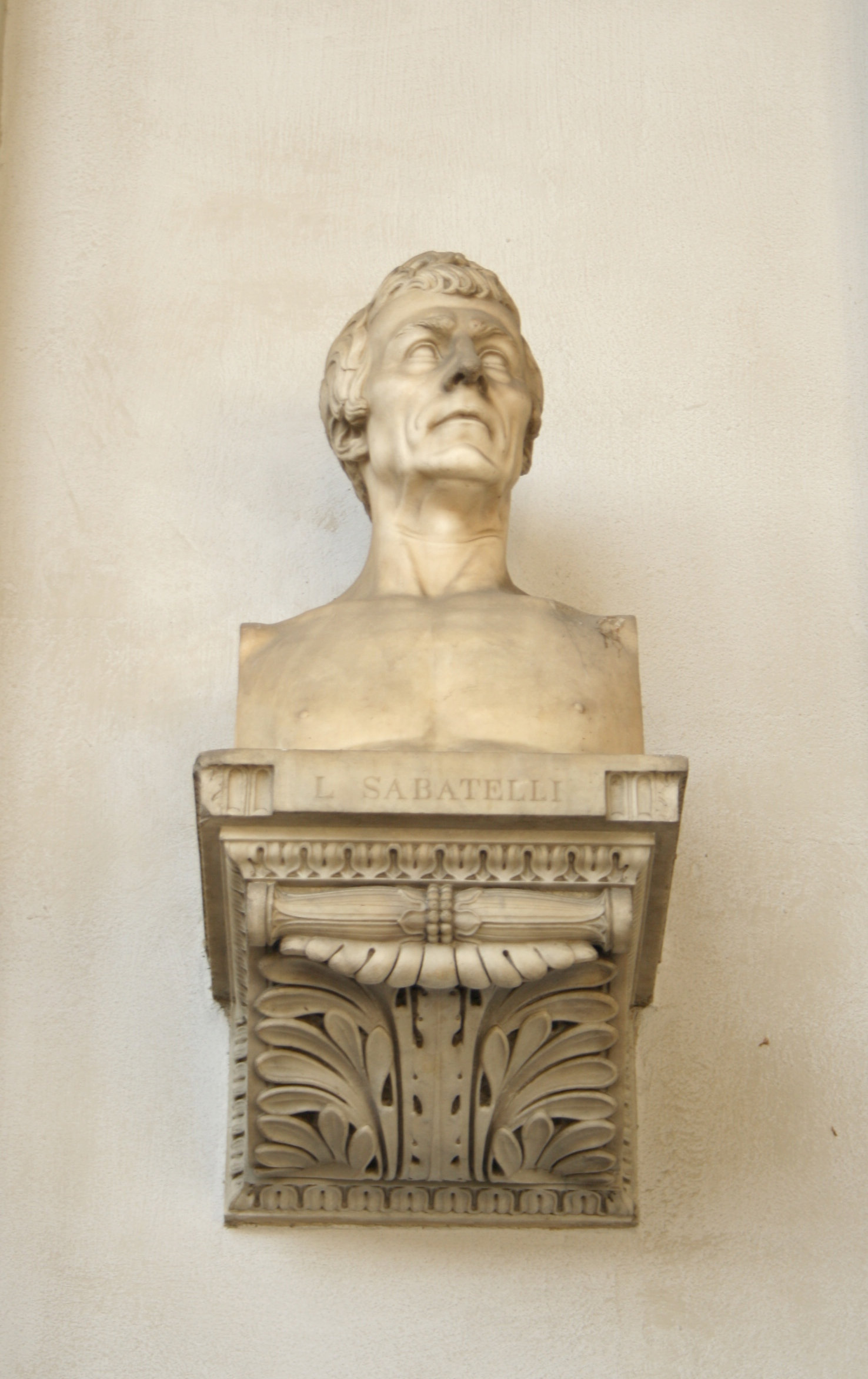
Busto de Luigi Sabatelli.

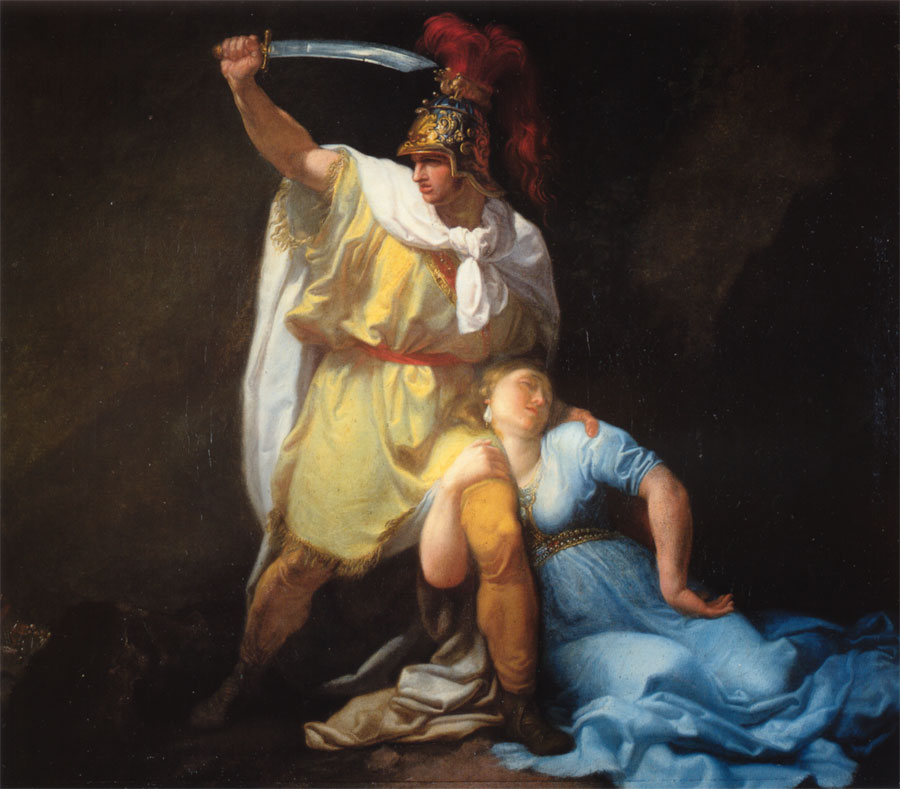
Rhadamiste matando a Zenobia (1803).

Luigi Sabatelli (Florencia, 21 de febrero de 1772- Milán, 29 de enero de 1850) fue un pintor italiano del periodo neoclásico, activo en Milán, Roma y su ciudad natal, Florencia.

## Biografía
Estudió en su ciudad natal y en Roma. En 1803, con la reorganización de la Academia de Bellas Artes de Brera, en Milán, Sabatelli fue nombrado profesor de pintura, en sustitución de Traballesi, y ocupó el cargo hasta su muerte, salvo un breve permiso entre 1822 y 1825. Su primera obra importante al óleo fue el gran cuadro que representa el Encuentro de David y Abigail, que ahora cuelga frente a la Judit de Benvenuti en la Capilla de la Señora de la Catedral de Arezzo. La reputación de Sabatelli se basa en los frescos (1822-1825) de la Sala de la Ilíada del Palacio Pitti (la primera sala de la Pinacoteca), que consisten en ocho lunetos y un gran medallón circular que ilustran escenas de los poemas homéricos.
Sus hijos, Giuseppe (1813-1843) y Francesco Sabatelli (1801-1829), fueron pintores y profesores de arte en Florencia; ambos murieron jóvenes. Entre sus alumnos se encuentran Carlo Arienti, Giuseppe Sogni, Luigi Pedrazzi, Giuseppe Penuti, Michelangelo Fumagalli, Giacomo Marinez, Girolamo Daverio Luzzi y Giulio Arrivabene.